# Marcel Lelégard

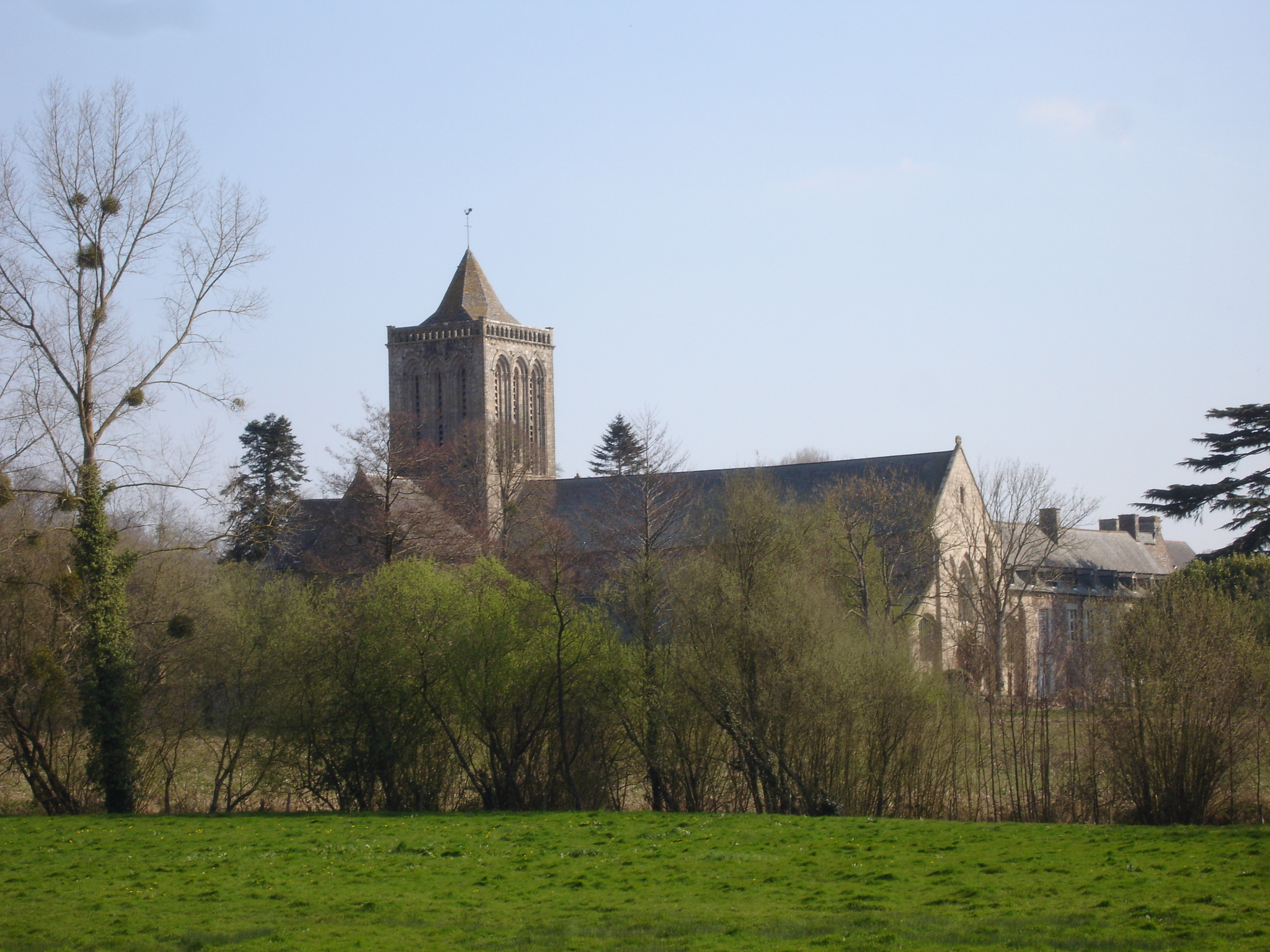
L'ancienne abbaye prémontrée de la Lucerne-d'Outremer (Manche), restaurée et reconstruite par l'abbé Marcel Lelégard

Marcel Lelégard, plus connu sous le nom d'abbé Lelégard, né à Périers le 1er octobre 1925, décédé à Granville  le 29 août 1994, est un prêtre catholique du diocèse de Coutances-et-Avranches et un écrivain de la Manche.

## Biographie
Disciple fervent du poète normannisant Louis Beuve dès sa jeunesse, il entre au séminaire de Coutances en octobre 1944, peu de temps après les bombardements de la bataille de Normandie. Pour la reconstruction de l’église de Périers, sévèrement touchée, le curé de Périers fait appel à lui pour le guider dans la reconstruction de l’église, en faisant appel à ses solides connaissances en histoire de l’art religieux cotentinais.
À partir de 1947, il est autorisé à poursuivre ses études ecclésiastiques à l’Institut catholique de Paris ; il reçoit les ordres mineurs en 1948 puis y est ordonné diacre le 30 mai 1949. Il revient à Coutances où est ordonné prêtre le 25 mars 1950. Il dit sa première messe le lendemain dans la cathédrale de Coutances (revêtu d’une chasuble armoriée aux trois léopards de Normandie) puis une seconde dans les ruines de l’église de Périers.
Sa vie sacerdotale commence par le ministère de vicaire à Villedieu-les-Poêles, où il est nommé en juin 1950, puis à Notre-Dame de Granville de janvier 1952 à 1954, . Il se rend déjà de temps à autre à l’abbaye de La Lucerne, à La Lucerne-d'Outremer, non loin de Granville, pour des patronages et des colonies. Cette ancienne abbaye de l'ordre de Prémontré, domaine vendu comme bien national à la Révolution, appartenait alors à la famille Decauville. Le doyen de Granville, le chanoine Hyernard qui avait par ailleurs avait lancé le scoutisme dans la Manche, le pousse à continuer ses études, ce qu’autorise alors son évêque, le futur cardinal Jean Guyot, qui l’avait ordonné prêtre.
De 1954 à 1959, l’abbé Lelégard reprend donc le chemin de Paris, reprenant à l’Institut catholique ses études de théologie, mais entreprenant celles d’histoire et d’histoire de l’art, rencontrant notamment le futur cardinal Jean Daniélou, jésuite, et se liant d’amitié avec le R.P. Louis Bouyer, oratorien. L’un et l’autre viendront par la suite à l’abbaye de La Lucerne. À cette époque, il suit en auditeur libre des cours à l’École nationale des Chartes et à l’École pratique des hautes études et visite soigneusement les monuments et les ressources patrimoniales de la capitale.
Après ce complément d’études à Paris, il est nommé en 1963 conservateur des antiquités et objets d'art de la Manche. Cette charge l’amena à visiter toutes les églises du département de la Manche, à faire l’inventaire d’un grand nombre d’objets patrimoniaux et à en permettre la protection au titre des Monuments historiques. 
De retour en Normandie, il s’était lancé principalement dans l’acquisition d’une partie de l’abbaye de La Lucerne, en 1959, comprenant notamment l’ancienne église abbatiale Très-Sainte-Trinité, à demi ruinée, et qui avait été bâtie à la fin du XIIe siècle, ainsi que quelques bâtiments annexes. Son zèle pour redonner un avenir au passé lui fit entreprendre la restauration de ce qui pouvait être sauvé, notamment en consolidant les ouvrages devenus les plus vétustes, sous la direction de l’architecte Yves-Marie Froidevaux. Il avait créé en 1954 déjà une association des Amis de l’abbaye de la Lucerne. Pour aider à cette restauration il participe à des émissions télévisées. Il procède en 1960 à l’acquisition du logis des anciens abbés, situé sur le domaine et converti au XIXe siècle en maison de plaisance.
Il est ainsi à l'origine de la reconstruction de l'abbatiale romane de La Lucerne-d'Outremer et de la réhabilitation du château de Pirou, qui a été récompensée, en 1970, par la médaille de la Société française d'archéologie. 

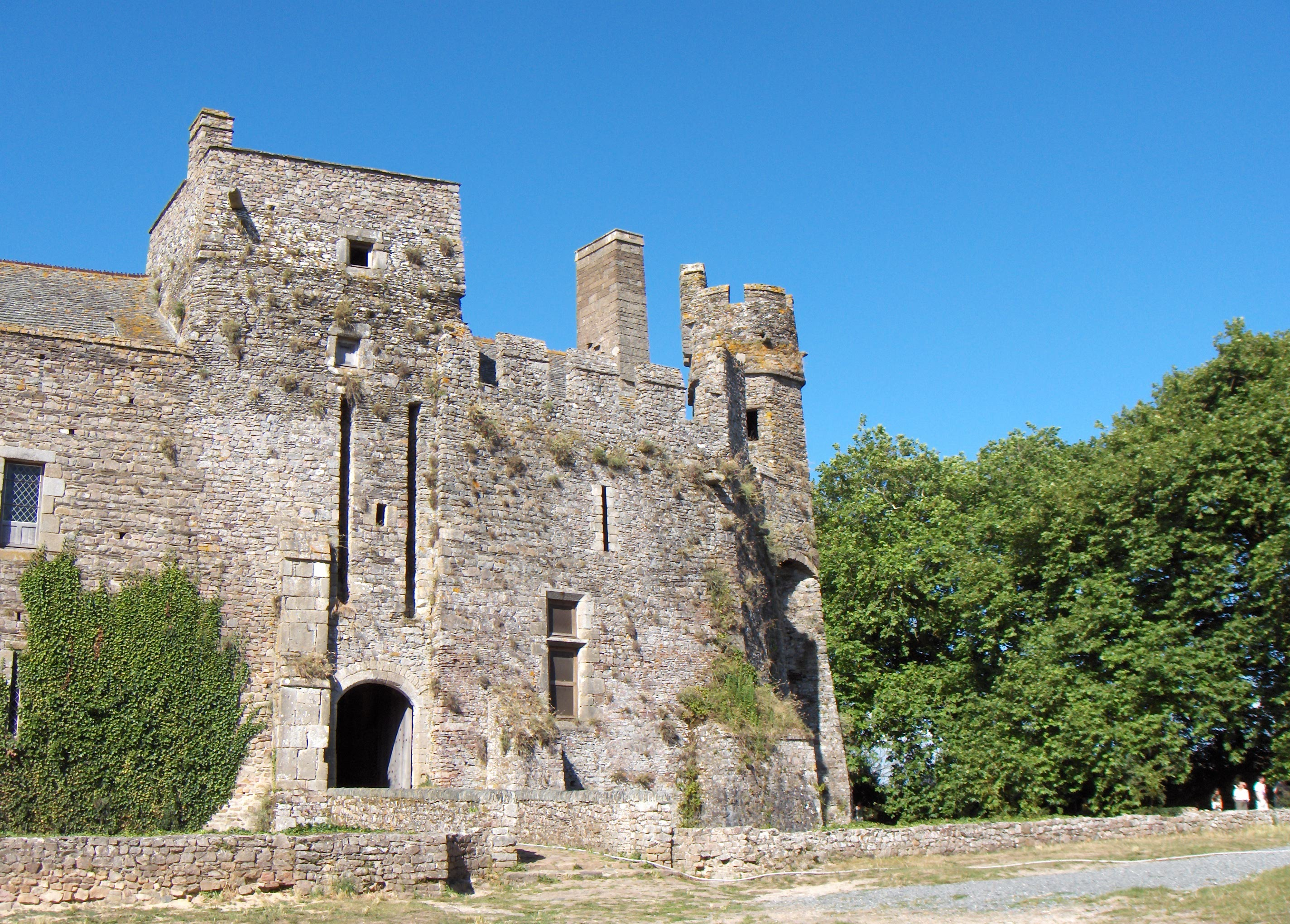
Le château de Pirou (Manche).

Ses recherches et son érudition lui donnent l’occasion d’écrire dans plusieurs revues savantes locales comme la Revue du département de la Manche, Le Viquet, Art de Basse-Normandie et d'autres publications normandes, ainsi que dans l'hebdomadaire La Manche libre. On lui doit entre autres « Les maisons anciennes de la Manche – Comment les restaurer sans les dénaturer ? », édité par Manche-Tourisme (1982) qui, bien que ne comptant que 40 pages, a eu une portée internationale.
Ardent défenseur du dialecte normand qu'il pratiquait depuis l'enfance, il fait partie des fondateurs de l'association Parlers et traditions populaires de Normandie, avec le poète et également prêtre comme lui Côtis-Capel. Il est un des cofondateurs de l'Assemblée normande en 1957 où il célébrait chaque année une messe solennelle en rite catholique local (liturgie coutançaise et plain-chant normand) avec une homélie en normand. Il fut aussi l'un des fondateurs du Prix littéraire du Cotentin et le maître d'œuvre de la construction du monument à Fernand Lechanteur de la pointe d'Agon en 1976.
L’abbatiale de La Lucerne, dont la restauration avait reçu en 1966 le prix « Chefs-d'œuvre en péril fut confiée à la garde de la Fondation Abbaye de La Lucerne, qu’il créa en 1981, puis méthodiquement rebâtie sous sa direction à partir de 1986 puis le réfectoire roman à partir de 1990, après avoir fait complètement fouiller ces bâtiments détruits. L’architecte en chef des bâtiments de France était alors Jean-François Lagneau.
Il ne vit malheureusement pas la fin de cette reconstruction exemplaire, terminée en 2003. Décédé le 29 août 1994, il fut inhumé à l’abbaye de La Lucerne le 2 septembre suivant, présidée par Mgr Jacques Fihey, évêque de Coutances, et en présence de personnalités. Le président de l’Association des amis de l’Abbaye, était à l’époque René Garrec, président du Conseil régional de Basse-Normandie.
Divers témoignages parurent alors dans la presse :
- « Par ses connaissances quasi encyclopédiques, par sa mémoire prodigieuse (qui lui permettait de citer oralement ses références presque mot à mot), il était un lien irremplaçable entre les divers spécialistes de l'érudition » [8].
- « Sa passion pour la Normandie, pour sa langue et pour sa culture, pour son art, du plus simple au plus élaboré, était connue parce que féconde."[9] ».
- « Le serviteur d'un pays qu'il aimait tant et le défenseur acharné de son patrimoine... homme de foi, profondément bon et juste...Marcel Lelégard s'est battu, avec force et conviction, pour ce qui aujourd'hui fait notre patrimoine et la richesse de notre pays[10]. »

### Source de l'article
- Texte de l'article partiellement établi à partir de l'article de Wikimanche (au 24 août 2010).